# Democratische Uniepartij
De Democratische Uniepartij (Koerdisch: Partiya Yekîtiya Demokrat, PYD; Arabisch: حزب الاتحاد الديمقراطي, Ḥizb Al-Ittiḥad Al-Dimuqraṭiy) is een Koerdische politieke partij in Rojava. De partij is in 2003 opgericht door Koerdische activisten in het noorden van Syrië. Het is onderdeel van de Koerdische Arbeiderspartij (PKK). Chemisch ingenieur Salih Muslim Muhammad werd haar voorzitter in 2010, en Asiyah Abdullah haar co-voorzitter in juni 2012.
In tegenstelling tot de gewapende tak van de PKK komt de PYD en haar gewapende tak YPG niet voor op de Nederlandse terrorismelijst, noch op de lijsten van terroristische organisaties van de Europese Unie en de Verenigde Naties voor.

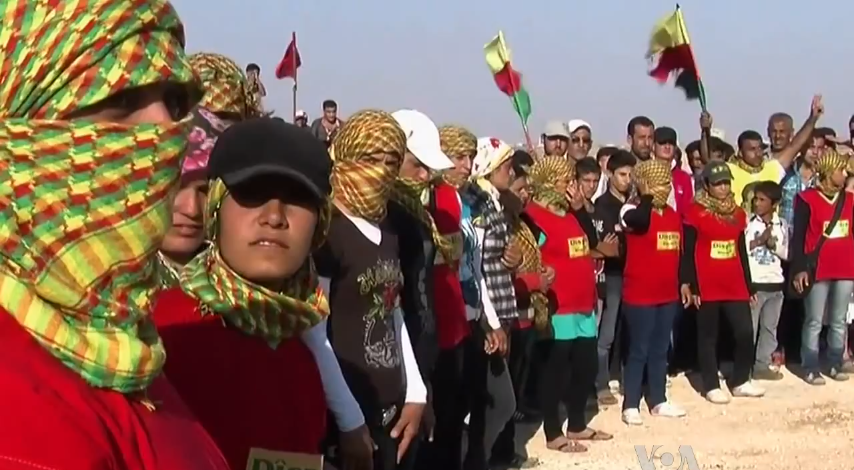
PYD aanhangers bij een begrafenis voor iemand die was overleden bij gevechten in Turkije

Volgens het standpunt van Turkije werd de PYD/YPG in 2003 onder controle van de PKK opgericht. Zij delen hetzelfde leidinggevend personeel, organisatiestructuur, strategieën en tactieken, militair structuur, propaganda instrumenten, financiële middelen en trainingskampen.
Turks-Koerdistan: Koerdische Arbeiderspartij · Koerdische Democratische Partij van Bakur

Iraaks-Koerdistan: Koerdische Democratische Partij (KDP) ·  Patriottische Unie van Koerdistan (PUK)

Syrisch-Koerdistan: Koerdistan Democratische Partij van Syrië · Democratische Uniepartij (PYD)

Iraans-Koerdistan: Democratische Partij van Iraans Koerdistan · Partij voor een vrij leven in Koerdistan (PJAK)